# Rózsavölgyi László (politikus)
Rózsavölgyi László (Nagyvárad, 1896. november 26. – Szeged, 1978. november 27.) ügyvéd, gazdálkodó, a Demokrata Néppárt országgyűlési képviselője.

## Élete

### Ifjúkora és közszereplővé válása
Az elemi iskolát Szatmárnémetiben járta ki, utána a jezsuita gimnáziumba járt, majd a trencséni piarista gimnáziumban tette le érettségi vizsgáját. Az első világháború kitörése után behívták katonának, ezért tanulmányait szüneteltetnie kellett. Négy évig harcolt az olasz és az orosz fronton. Tisza István segédtisztje is volt egy időben, 1918-ban huszárfőhadnagyként szerelt le. A háború után a Királyi Magyar Pázmány Péter Tudományegyetem Jog- és Államtudományi Karát végezte el.
Banktisztviselőként, személyi titkárként és különböző cégek hivatalnokaként helyezkedett el. Dolgozott Hamburgban, és 30 hónapot eltöltött Dél-Amerikában is. Kint a jezsuita rend is alkalmazta, majd Rio de Janeiróban könyvtárosként dolgozott. Hazatérése után három évvel Nagyváradról végleg Magyarországra költözött.
Kezdetben Gyulán, majd Makón éltek, és ügyvédjelöltként dolgozott. Szerkesztője volt a Makói Katolikus Tudósítónak, valamint tagja lett a Credo Férfiegyesületnek. Miután letette ügyvédi szakvizsgáját, 1933-ban Nyíregyházára költözött. Ügyvédi irodát nyitott, és gróf Dessewffy Aurél jogtanácsosa is volt. Gazdálkodással is foglalkozott, mert jövedelméből egy 130 holdas birtokot vásárolt.
A második világháborúban is behívták katonának. Rövid ideig szovjet fronton is harcolt, de idősebb kora miatt már komoly hadműveletekben nem vett részt. 1942-ben vitézzé avatták. 1944-ben a szovjet csapatok elől Budapestre menekült és költözött. Egy kisgazdapárti politikus barátja, Csorba János révén bekapcsolódott az ellenállásba. Csorbát Budapest ostroma elmúltával a főváros polgármesterének választották, rövid ideig mellette Rózsavölgyi László töltötte be a főjegyzői tisztséget.

### A második világháború után
1945 végén visszaköltözött Nyíregyházára. Az ellenállásban vállalt szerepe miatt érdemeit elismerték, és a helyi ügyvédi kamara miniszteri biztosának is kinevezték. A megyei rendőrfőkapitányi kinevezését azonban a kommunista és a parasztpárt ellenezte. Az 1945-ös földreform után 100 holdja maradt birtokából, azon gazdálkodott tovább. 1933-as Nyíregyházára költözése után nem sokkal tagja lett a helyi római katolikus egyházközségnek. E közösség biztatására lépett be a Demokrata Néppártba 1947-ben. Az 1947. augusztus 31-i országgyűlési választásokon a Szabolcs-Szatmár-Bereg megyei listáról bekerült az Országgyűlésbe. A DNP frakciójának megszűnése után párton kívüli képviselőként folytatta munkáját.

### A diktatúra idején
Mandátumának lejárta után visszavonult a politikai élettől, mégis kizárták az Ügyvédi Kamarából. Nem engedték képzettségéhez és tudásához méltó munkát vállalni, csak fizikai munkára volt lehetősége, ezért ismét elköltözött. Gyulán gyári segédmunkásként, majd állatgondozóként dolgozott, később a vízügyi igazgatóság festő-mázoló részlegére került.
Az 1956-os forradalom idején munkahelyén megválasztották a munkástanács elnökének. A szabadságharc leverése után a megtorlások idején 1957 februárjában letartóztatták, "a népi demokratikus államrend elleni folytatólagosan elkövetett izgatás bűntette" címén két év börtönbüntetésre, részleges vagyonelkobzásra és állampolgári jogainak korlátozására ítélte a Legfelsőbb Bíróság. A Márianosztrai Fegyház és Börtönből szabadult 1959 februárjában. Ekkor Szegedre költözött lányához. Nyugdíjazásáig a Szegedi Nemzeti Színház portásaként dolgozott.

### Rehabilitációja
A rendszerváltás után 1990-ben ítéletét megsemmisítették. 1991-ben pedig posztumusz megkapta az 56-os emlékérmet.